# La Cumbre (Ecuador)
La Cumbre es un volcán en escudo en la Isla Fernandina en las Islas Galápagos, al oeste de Ecuador.
Entró en erupción por última vez en marzo de 2024 siendo esta la tercera vez desde 2017 ocurriendo la siguiente en 2020.
Los flujos de lava en el océano podrían desbaratar y destruir la flora y fauna de la zona. La Cumbre es el volcán más activo de las Islas Galápagos, y es un volcán de alta ocupación. Se trata de un volcán con una altura de 1.476 m (4.842 pies). Ha experimentado varios colapsos del suelo de la caldera, a menudo después de sus erupciones explosivas.